# 张爱
张爱（1981年9月23日—），出生于上海市，中华人民共和国壘球运动员，身高166cm，場上位置是外场手。她曾就讀於浦东金桥中心小学，並代表学校参加了川沙县运动会和上海市运动会。12岁考取上海市体育运动学校垒球班，17岁进入上海垒球队。
2000年，张爱代表中国青年队参加了在印度举行的亚洲青年锦标赛并夺得了亚洲青年锦标赛的第二名；2002年，她进入国家垒球队，同年代表中国队参加了釜山亚运会的比赛並奪得亚军，之後又参加世界女子垒球锦标赛比赛並奪得第四名。後來又代表中國隊参加2004年夏季奥林匹克运动会垒球比赛，並奪得第四名。2008年北京奥运会上跟隨中國隊奪得第六名。
2009年，她與丈夫张慧都結婚。2011年，兩人的兒子誕生。中华人民共和国第十二届运动会后，张爱退役，並进入上海市少体校成为一名垒球教练。